# Tristell Mouanda Moussoki
Œuvres principales
Et quand nos rêves embrassent les ténèbres
Tristell Mouanda Moussoki est un poète congolais de Brazzaville né le 8 mai 1997 à N'Soukou-Bouadi, District de Boko-Songho au Congo-Brazzaville.

## Enfance et études
Né 8 mai 1997 à N’Soukou-Bouadi, un petit village situé dans le district de Boko-Songho en République du Congo. Il grandit entre le village de sa mère ( Mangoufou) et celui de son père (N’soukou-Bouadi). 
Il a obtenu son brevet d’études du premier Cycle en 2013. 

## Biographie
En 2019, il a été déclaré meilleur poète à l’issue de la délibération du jury du concours international "Saisons des lettres congolais" à Brazzaville. Dans la même année, Tristell gagne le Prix Africa Poésie.
Il a continué sa carrière d'écrivain en gagnant plusieurs prix dont le Grand Prix de poésie Thomas Sankara au Burkina-Faso,.
Il a obtenu trois fois le Prix Matiah Eckard en France.
Il est président de la plateforme Cène Littéraire en République du Congo.
C'est en 2018, qu'il publie son premier recueil de poèmes. 
En juillet 2022, il a présenté la réédition de son livre "Et quand nos rêves embrassent les ténèbres" à l'Université Marien Ngouabi accompagné de l'éditeur des Editions Mikanda, le poète Youssef Branh.

## Œuvres

### Poésie
Tes larmes ô mon peuple, Ed, Renaissance Africaine
Et quand nos rêves embrassent les ténèbres, Brazzaville, Éd, Alliances Koongo, 2019
Et quand nos rêves embrassent les ténèbres, Kinshasa, Éd, Mikanda, 2022.

## Distinctions
- 1er prix Africa Poésie 2019, Cameroun, 2019
- 1er prix de poesie , prix international de la saison de lettres congolaises, Congo, 2019
- 1er prix de poésie, prix Matiah Echkard de l’académie de l’université de Montpellier, catégorie Université, 2020
- 1er Grand Prix de Poésie Thomas Sankara, Burkina Faso, 2020
- 1er prix de poésie René Philombe, Cameroun, 2020
- Prix spécial du Jury de la semaine d’échanges Chine-ASEAN 2020 de la province
- de Ghuizou, Chine, 2020
- Prix spécial du Jury Matiah Echkard de l’académie de l’université de Montpellier catégorie Université, 2021
- Prix spécial du Jury Matiah Echkard de l’académie de l’université de Montpellier, catégorie Université, 2022